# 帕奇峰

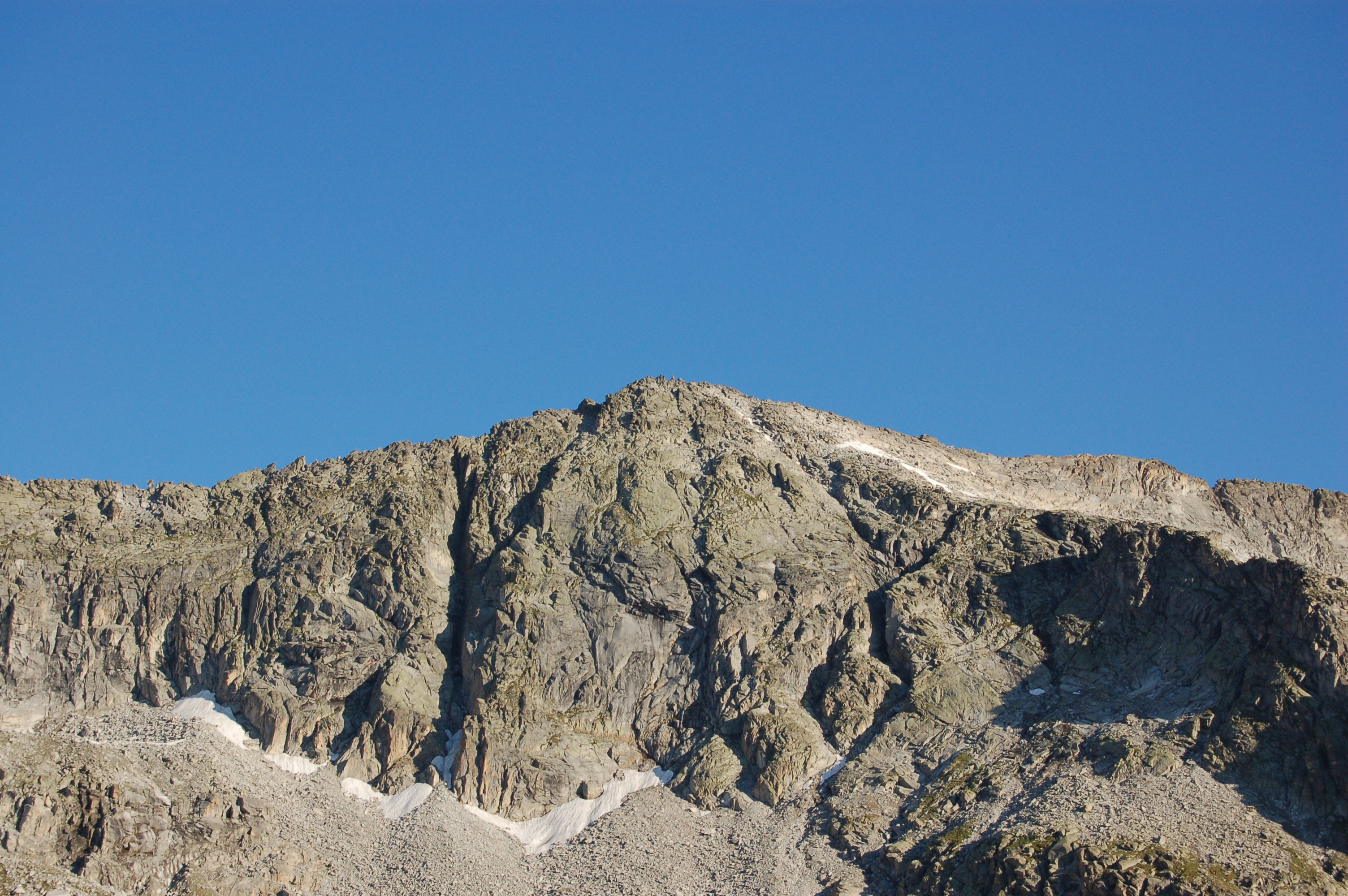

46°55′27″N 12°09′29″E / 46.92427°N 12.15804°E
帕奇峰（德語：Patscher Schneid），是中歐的山峰，位於奧地利和意大利接壤的邊境，屬於里塞費納山脈的一部分，距離巴默峰0.2公里，海拔高度3,082米，每年平均降雨量1,874毫米。